# Cissampelos rigidifolia
Cissampelos rigidifolia är en tvåhjärtbladig växtart som först beskrevs av Adolf Engler, och fick sitt nu gällande namn av Friedrich Ludwig Diels. Cissampelos rigidifolia ingår i släktet Cissampelos och familjen Menispermaceae. Inga underarter finns listade i Catalogue of Life.